# Dänische Badmintonmeisterschaft 1982
Die Dänische Badmintonmeisterschaft 1982 fand Anfang Februar 1982 statt. Es war die 52. Austragung der nationalen Titelkämpfe im Badminton in Dänemark.

## Sieger und Platzierte
| Disziplin    | Gold                           | Silber                             | Bronze                             |
| ------------ | ------------------------------ | ---------------------------------- | ---------------------------------- |
| Herreneinzel | Morten Frost                   | Claus Andersen                     | Flemming Delfs                     |
| Herreneinzel | Morten Frost                   | Claus Andersen                     | Morten Svarrer                     |
| Dameneinzel  | Lene Køppen                    | Kirsten Larsen                     | Pia Nielsen                        |
| Dameneinzel  | Lene Køppen                    | Kirsten Larsen                     | Agnethe Juul                       |
| Herrendoppel | Steen Skovgaard Morten Frost   | Michael Kjeldsen Mark Christiansen | Michael Kjeldsen Mark Christiansen |
| Herrendoppel | Steen Skovgaard Morten Frost   | Michael Kjeldsen Mark Christiansen | Morten Svarrer Bent Svenningsen    |
| Damendoppel  | Lene Køppen Anne Skovgaard     | Pia Nielsen Kirsten Meier          | Lise Kissmeyer Annette Bernth      |
| Damendoppel  | Lene Køppen Anne Skovgaard     | Pia Nielsen Kirsten Meier          | Nettie Nielsen Dorte Kjær          |
| Mixed        | Steen Skovgaard Anne Skovgaard | Steen Fladberg Pia Nielsen         | Mark Christiansen Dorte Kjær       |
| Mixed        | Steen Skovgaard Anne Skovgaard | Steen Fladberg Pia Nielsen         | Jesper Helledie Lise Kissmeyer     |